# Prawa człowieka w Sudanie
     całkowicie wycofana
     zachowana na specjalne okoliczności (np. stan wojny)
     niewykonywana w praktyce (zawieszona)
     wykonywana forma kary

Kara śmierci na świecie.
całkowicie wycofana
zachowana na specjalne okoliczności (np. stan wojny)
niewykonywana w praktyce (zawieszona)
wykonywana forma kary

Prawa człowieka w Sudanie opierają się na islamskim prawie szariatu. Według międzynarodowych organizacji zajmujących się prawami człowieka są one nagminnie łamane. Rządowi Sudanu zarzuca się brutalne represjonowanie grup reprezentujących regiony, religie i grupy etniczne, które nie zgadzają się z polityką Umara al-Baszira, ograniczanie społeczeństwa obywatelskiego, nieprzestrzeganie wolności religijnej i kontrolowanie środków masowego przekazu.
Według wskaźnika opracowanego przez Economist Intelligence Unit z 2012 roku Sudan znajduje się na 151. miejscu na świecie pod względem stanu demokracji, co klasyfikuje go jako państwo autorytarne. Według organizacji Freedom House, system polityczny jest zdominowany przez prezydenta Umara al-Baszira i Kongres Narodowy.

## Kontekst historyczny
Sudan ogłosił niepodległość w 1956 roku. Od chwili uzyskania niepodległości największym problemem państwa był konflikt pomiędzy Północą a Południem (który z czasem doprowadził do wybuchu wojen domowych). Po nieudanym zamachu stanu w 1976 prezydent Sudanu Dżafar Muhammad an-Numajri zaczął masowo prześladować opozycję. Za Dżafara Muhammada an-Numajriego wzrosło napięcie na Południu w wyniku wprowadzenia szariatu. Po obaleniu Dżafara Muhammad an-Numajriego w 1985 wprowadzono system wielopartyjny i rządu pięcioosobowej Rady Najwyższej. W 1989 roku w wyniku zamachu stanu władzę przejęła Rada Dowództwa Rewolucji Ocalenia Narodowego (rozwiązana w 1993 roku). W 2002 roku ponownie ogłoszono zawieszenie broni w wojnie domowej, mimo to walki toczyły się nadal. W trwającej od początku lat 80. XX w. konflikcie zginęło ok. 2 mln osób (głównie niemuzułmańska ludność Południa). Porozumienie pokojowe między rządem a bojownikami z Południa podpisano w styczniu 2005 roku. W czerwcu 2005 Międzynarodowy Trybunał Karny w Hadze wszczął śledztwo w sprawie zbrodni wojennych w Darfurze (w którym zginęło 180 tys. osób, a 2 mln schroniło się w obozach dla uchodźców). Na mocy porozumienia ze stycznia, 9 lipca 2005 John Garang (lider rebeliantów z Sudanu Południowego) został wiceprezydentem Sudanu i szefem administracji Sudanu Południowego. 30 lipca 2005 Garang zginął w katastrofie lotniczej. W styczniu 2011 roku odbyło się referendum niepodległościowe w Sudanie Południowym. 9 lipca 2011 roku Sudan Południowy ogłosił niepodległość.
W połowie grudniu 2018 roku wybuchły demonstracje społeczne. Powodem protestów były początkowo braki żywności i paliw oraz rosnące ceny, jednak później zaczęto żądać dymisji prezydenta Sudanu Umara al-Baszira. Uczestnicy protestów nagrali policyjnych snajperów na dachach domów w pobliżu pałacu prezydenckiego. Według Amnesty International policja zabiła 37 demonstrantów. Protest zorganizowany przez Sudańską Federację Związków Zawodowych Pracowników i Wolnych Zawodów poparły dwie partie polityczne: Demokratyczna Partia Unionistyczna oraz Partia Narodowa. 24 grudnia 2018 roku Kanada, Norwegia, Stany Zjednoczone i Wielka Brytania wyraziły zaniepokojenie „wiarygodnymi doniesieniami” o strzelaniu z ostrej amunicji do uczestników protestu.

## Kara śmierci
| Rok  | Liczba egzekucji |
| ---- | ---------------- |
| 2012 | 19               |
| 2013 | 21+              |
| 2014 | 23+              |
| 2015 | 3                |
| 2016 | 9                |
| 2017 | 17+              |

W Sudanie kara śmierci jest wykonywana przez powieszenie lub ukamienowanie. Według Human Rights Watch od 2005 roku co najmniej 300 osób było w celach śmierci w Sudanie. Kara śmierci grozi za:
- działalność przeciwko państwu, podżeganie do wojny przeciwko państwu i podważanie porządku konstytucyjnego;
- zmianę religii (apostazję);
- morderstwo oraz nakłanianie nieletnich do samobójstwa;
- cudzołóstwo, sodomię, kazirodztwo, gwałt, prostytucję[13].

## Wolność słowa
Według organizacji Freedom House, w Sudanie nie przestrzegana jest wolność słowa w prasie i internecie. W rankingu wolności słowa przeprowadzonym przez organizację pozarządową Reporterzy bez Granic Sudan zajął w 2018 roku 174. miejsce. Według organizacji wolność prasy w Sudanie jest nagminnie łamana. Gazety działające przeciwko władzy są zamykane, ich nakłady są konfiskowane, a dziennikarze trafiają do więzień na nieograniczony czas.
Największą państwową stacją telewizyjną jest Sudan TV, która prezentuje punkt widzenia rządu. Poza tym istnieją także stacje prywatne. Radio jest jednym z najważniejszych mediów w Sudanie. Oprócz państwowego Sudan Radio istnieją także stacje prywatne, zajmujące się głównie muzyką i tematami związanymi z islamem. Istnieje także opozycje Radio Dabanga, którego siedziba znajduje się w Holandii. Rząd Sudanu nagminnie kontroluje internet w kraju. Istnieje specjalna agencja rządowa zajmująca się filtrowaniem sieci pod kątem pornografii, stron powiązanych ze środowiskami LGBT oraz antyrządowych.

## Wolność zgromadzeń
W Sudanie demonstracje organizowane przez opozycję są rozpędzanie z użyciem gazu łzawiącego. Demonstranci oraz dziennikarze relacjonujący te wydarzenia są więzieni.

## Prześladowanie chrześcijan
W Światowym Indeksie Prześladowań stworzonym przez organizację Open Doors w roku 2020 Sudan zajął 13. miejsce. Według Open Doors rząd Sudanu masowo prześladuje chrześcijan. Są oni wypędzani, ich kościoły są niszczone. Są oni skazywani ze względu na prawo o apostazji oraz bluźnierstwie. Według obowiązującego prawa, muzułmańska kobieta nie może poślubić chrześcijanina.

## Sytuacja dzieci
Sudan ratyfikował międzynarodową Konwencję o prawach dziecka z 1989 roku. Pomimo tego wiele dzieci w Sudanie w czasie wojny domowej w Sudanie było wcielanych do armii po obu stronach konfliktu.

## Sytuacja kobiet
Prawa kobiet są nagminnie łamane w Sudanie. Obecnie kobiety stanowią 24.1% Zgromadzenia Narodowego. Sudan jest jednym z 5 państw na świecie, które nie podpisały konwencji w sprawie likwidacji wszelkich form dyskryminacji kobiet. Dużym problemem jest obrzezanie kobiet. Szacuje się, że dotknęło ono 90% kobiet w Sudanie.

## Prawa osób LGBT
W Sudanie za czyny homoseksualne grozi kara setki batów lub więzienia nie dłuższa niż 5 lat, a w wypadku recydywistów nawet kara śmierci.